# Osowa (województwo świętokrzyskie)
Osowa – wieś w Polsce położona w województwie świętokrzyskim, w powiecie jędrzejowskim, w gminie Sobków. Ma status sołectwa.
| SIMC    | Nazwa  | Rodzaj     |
| ------- | ------ | ---------- |
| 0270580 | Janów  | przysiółek |
| 0270596 | Smyków | przysiółek |

W latach 1975–1998 miejscowość położona była w województwie kieleckim.